# Brook Park (Ohio)
Brook Park è una città degli Stati Uniti d'America, situata nello Stato dell'Ohio, nella Contea di Cuyahoga. La città fa parte dell'area metropolitana di Cleveland.